# Forlane
Pour les articles homonymes, voir Forlane (homonymie).
La forlane (furlane, forlana, furlana, frullana ou friulana : frioulane, en italien et en frioulan) est une danse traditionnelle originaire du Frioul, de rythme rapide.

## Caractéristiques
Les caractéristiques de la danse sont sa rapidité et la battue à deux temps, 
 ou 
 et 
, avec une anacrouse et répétitions mélodiques. Elle prend son caractère définitif, rapide avec mesure à 
 ou 
 au XVIIe siècle.  La forlane est proche de la gigue,.
La danse est pratiquée par un ou deux couples dans des gestes heurtés et a une réputation licencieuse. Casanova, natif de Venise en remarque le rythme endiablé (premier tome des Mémoires) : « Il n'y a pas de danse nationale plus violente ».
Elle apparaît chez Pierre Phalèse avec un tempo modéré en binaire, dans L'Arboscello, Anvers 1583.

## Histoire
D'origine populaire, très en faveur chez les gondoliers à Venise du début XVIIe siècle, la danse se répand dans toute l'Italie puis se propage ensuite en Europe. Elle est tenue pour l'une des trois danses nationales jusqu'au XVIIIe siècle. 
En France elle devient une danse de cour dès le XVIIe siècle et figure dans le Recueil de danses (1700) de Louis Pécour. 
Introduite à l'opéra par André Campra à la fin du XVIIe siècle (dans les opéras-ballets L'Europe galante, 1697 et Les Fêtes vénitiennes). On la trouve au XVIIIe siècle incluse à titre exceptionnel dans des suites instrumentales : la dixième suite des Symphonies pour les Soupers du Roy de Michel-Richard de Lalande, titrée La Forlana (manuscrit Philidor, 1703) ou dans le Quatrième Concert Royal de François Couperin (publié en 1722), Michel de La Barre et chez Jean-Philippe Rameau (Les Indes galantes, 1737). Bach la stylise une unique fois dans la première suite pour orchestre, BWV 1066 (1718), comme Telemann. Le jeune Mozart en fait usage dans Bastien et Bastienne (1768), ainsi que Ponchielli dans  La Gioconda (1876), finale de l’acte I.
Longtemps tombée en désuétude avec les romantiques, elle est remise à l'honneur par Ernest Chausson dans ses Quelques danses (1896) dans un rythme à 
 très vif, puis par Ravel dans Le Tombeau de Couperin (1917), mais dans un tempo modéré, jouée par le 1er hautbois dans sa version orchestrée ; Gerald Finzi dans ses Cinq bagatelles op. 23, pour piano et clarinette (1943) et enfin, Germaine Tailleferre, « Marie Laurencin pour l'oreille », seule femme du Groupe des six, décédée en 1983, compose, à la fin de sa vie, une magnifique Forlane pour flûte et piano.

## Furlane
La furlane est une danse du début du XXe siècle en France, inspirée par la forlane.
Elle a été promue par l'Église et notamment le pape Pie X pour contrecarrer le tango jugé indécent. On la surnomma la danse du pape, par opposition au tango, la danse du péché, mais cette prise de position du Pape contre le tango et en faveur de la furlane, n'est qu'une pure légende inventée par un journaliste dénommé Carrere[réf. nécessaire], correspondant du journal le Temps. La Papauté réagit par l'intermédiaire du Corriere de la Serra du 30 janvier 1914, où il était écrit : « Le ridicule public ne serait qu'un juste châtiment à l'égard des prétendus informateurs concernant le Vatican, pour l'offense faite à la dignité de notre Auguste Pontife, gratuitement mêlé à ces interventions grotesques, si la dite offense ne méritait pas également la protestation indignée de tous les catholiques ». La réponse du Vatican incluait l'ensemble de l'affabulation du journaliste qui avait inventé, à l'occasion, la scène du Pape regardant un couple exécuter un tango.
Des salons de la bonne société prirent l'interdiction du tango au sérieux et se mirent à danser la furlane qui devint le comble du snobisme. Pragmatiques, les grands hôtels de la Côte d'Azur disposaient de professeurs de danse qui enseignaient à la fois le tango et la furlane. Mais finalement, la Furlane n'a pas eu de succès et a disparu pendant la Première Guerre mondiale.